# 인형의 나라
《인형의 나라》(일본어: 人形の国 닌교우노쿠니[*], 영어: APOSIMZ 어포심즈[*])는 니헤이 츠토무가 그린 일본의 액션 SF 만화이다. 《월간 소년 시리우스》에서 2017년 4월호부터 2021년 8월호까지 연재되었다. 작가의 첫 소년지 연재작이다.